# Castella
Castella (okzitanisch: Lo Castelar) ist eine Gemeinde mit 377 Einwohnern (Stand: 1. Januar 2022) in Frankreich im Département Lot-et-Garonne in der Region Nouvelle-Aquitaine (vor 2016: Aquitanien). Castella gehört zum Arrondissement Agen und zum Kanton Le Pays de Serres. Die Einwohner werden Chatelains genannt.

## Geografie
Castella liegt etwa 14 Kilometer nordnordöstlich von Agen. Hier entspringt das Flüsschen Bourbon, ein Zufluss der Garonne, ebenso wie das Flüsschen Masse de Pujol, das zum Lot entwässert und im Oberlauf noch Ruisseau de Fontirou genannt wird. Umgeben wird Castella von den Nachbargemeinden Sainte-Colombe-de-Villeneuve im Norden und Nordwesten, Saint-Antoine-de-Ficalba im Nordosten, Monbalen im Osten, La Croix-Blanche im Süden, Foulayronnes im Südwesten, Laugnac im Westen und Südwesten sowie Sembas im Westen und Nordwesten.

## Bevölkerungsentwicklung
| 1962                       | 1968 | 1975 | 1982 | 1990 | 1999 | 2006 | 2018 |
| -------------------------- | ---- | ---- | ---- | ---- | ---- | ---- | ---- |
| 211                        | 228  | 192  | 222  | 264  | 314  | 330  | 373  |
| Quellen: Cassini und INSEE |      |      |      |      |      |      |      |

## Sehenswürdigkeiten
- Kirche Saint-Pierre-ès-Liens
- Burgruine von Fontirou aus dem 13. Jahrhundert, als Monument historique eingestuft
- Burgruine von Savignac aus dem 13. Jahrhundert

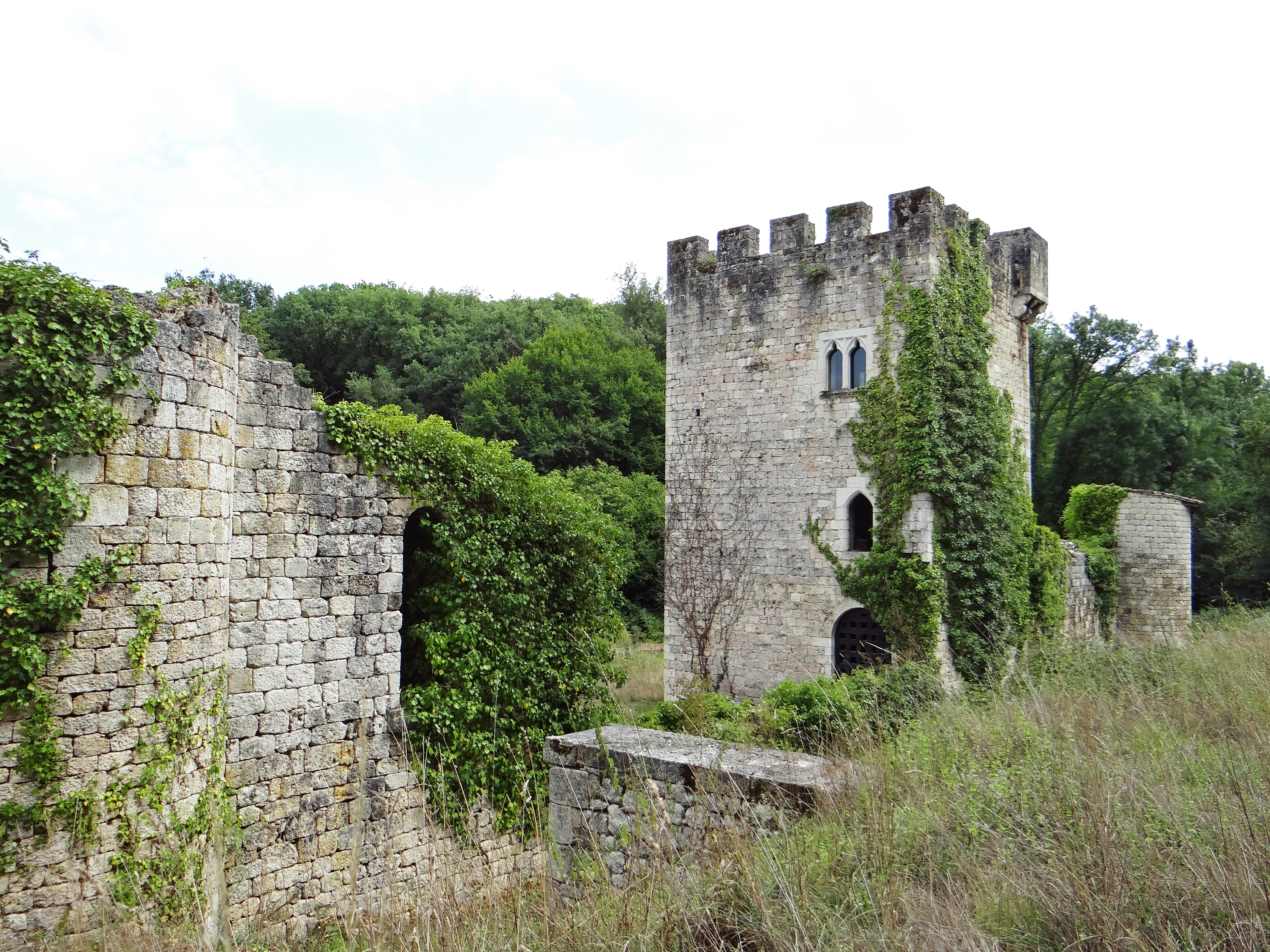
Burgruine Fontirou

- Schloss Castella